# Wilhelm Meise (General)
Wilhelm Meise (* 16. August 1891 in München; † 11. August 1974) war ein deutscher Generalleutnant und Inspekteur der Pioniere im Zweiten Weltkrieg.

## Leben
Meise trat im Juli 1910 als Fahnenjunker in das 3. Pionierbataillon der Bayerischen Armee ein. In beiden Weltkriegen diente er ausschließlich bei der Pioniertruppe. Nach der Novemberrevolution studierte er in München und wurde in die Reichswehr übernommen. 1919 wurde er im Corps Ratisbonia München aktiv, schied dort aber in den 1960er Jahren wieder aus. Nach den Kösener Corpslisten 1960 wurde er zum Dr. oec. publ., nach anderen Quellen zum Dr. rer. pol. oder Dr.-Ing. promoviert.
Im Heer (Wehrmacht) wurde er am 1. Oktober 1935 Kommandeur des Pionierbataillons 7 in München und am 1. April 1938 des Pionierbataillons 17 in Ingolstadt. Seit 1. Februar 1939 Kommandeur der Pioniere XVII in Linz, wurde er zu Beginn des Überfalls auf Polen Kommandant der Rheinübergänge. Über fast zwei Jahre war er ab 1. November 1939 Pioniere-Führer der 12. Armee. Vom 1. Oktober 1941 bis zum 1. September 1943 war er General der Pioniere in der Heeresgruppe Mitte. Nach drei Monaten als Höherer Pionier-Kommandeur 2; er wurde durch den Generalmajor Fritz Schoenfelder ersetzt; wechselte Meise am 1. Dezember 1943 als General der Pioniere zur Heeresgruppe B. Vom 1. Januar 1945 bis zur bedingungslosen Kapitulation der Wehrmacht war er Inspekteur der Pioniere.
Nach dem Krieg lebte er in Otterberg, Pfalz und später in Gräfelfing bei München.

## Auszeichnungen
Beförderungen
- 18. Juli 1910 Fahnenjunker
- 28. Oktober 1912 Leutnant
- Oberleutnant
- 22. März 1918 Hauptmann
- 1. Februar 1931 Major
- 1. Juli 1934 Oberstleutnant
- 1. August 1936 Oberst
- 1. September 1940 Generalmajor
- 1. September 1942 Generalleutnant

- Eisernes Kreuz (1914) II. und I. Klasse[5]
- Verwundetenabzeichen (1918) in Schwarz[5]
- Bayerischer Militärverdienstorden IV. Klasse mit Schwertern und Krone[5]
- Hessische Tapferkeitsmedaille[5]
- Österreichisches Militärverdienstkreuz III. Klasse der Kriegsdekoration[5]
- Ehrenkreuz für Frontkämpfer
- Wehrmachtdienstauszeichnung
- Spange zum Eisernen Kreuz II. und I. Klasse
- Deutsches Kreuz in Silber am 22. Juli 1944
- Kriegsverdienstkreuz (1939) II. und I. Klasse mit Schwertern
- Großoffizier des St. Alexander-Ordens mit Schwertern